# Problema lui Waring
Problema lui Waring este o problemă în teoria numerelor. Ea consistă în determinarea, pentru un număr natural k, a unui număr întreg pozitiv, astfel încât oricare număr natural poate fi scris ca suma a cel mult s numere naturale la puterea k.
Problema a fost propusă de Edward Waring în 1770 și a obținut un răspuns afirmativ din partea lui David Hilbert în 1909, motiv pentru care mai este numită și teorema Hilbert–Waring.
Mai poartă și numele de conjectura lui Euler, deși acest nume îl mai deține și o problemă privind o sumă de puteri. 